# Capistrano (Italie)
Pour les articles homonymes, voir Capistrano.
Capistrano est une commune de la province de Vibo Valentia dans la région Calabre en Italie.

## Administration
| Période                                  | Période  | Identité                | Étiquette    | Qualité |
| ---------------------------------------- | -------- | ----------------------- | ------------ | ------- |
| 5 avril 2005                             | 2007     | Francesco Sammarco      |              |         |
| 2007                                     | 2012     | Marcello Roberto Caputo | lista civica |         |
| 7 mai 2012                               | En cours | Marcello Roberto Caputo | lista civica |         |
| Les données manquantes sont à compléter. |          |                         |              |         |

### Hameaux
Nicastrello

### Communes limitrophes
Chiaravalle Centrale, Filogaso, Maierato, Monterosso Calabro, San Nicola da Crissa, San Vito sullo Ionio, Torre di Ruggiero